# Miss Léta
Miss Léta byla soutěž krásy pořádaná v letech 2013–2018.

## Historie a popis
Projekt původně vznikl v rámci zábavné roadshow agentury Summer adventures po českých vodních plochách.
Po úpadku původního pořadatele převzala soutěž v roce 2014 nezisková organizace IT People se záměrem přimět pomocí soutěže krásy více mladých lidí ke studiu technických oborů. Pro tento účel také nadace IT People věnovala celý zisk ze všech ročníků soutěže. Po převzetí soutěže nadací IT People se stala organizátorkou soutěže Jana Studničková, v roce 2015 převzala organizaci soutěže Alexandra Belingerová. Během své existence soutěž každoročně věnovala desítky tisíc korun na podporu studia oboru IT a jiných technických oborů.
Pořadatelé Miss Léta v roce 2017 požádali o registraci názvu a ochranné známky Miss České republiky, kterou v roce 2018 získali. Soutěž Miss Léta tím fakticky zanikla, organizační tým vedený Alexandrou Belingerovou v od roku 2018 pořádá soutěž krásy Miss České republiky. Poslední ročník soutěže Miss Léta vyhrála Dominika Vinšová.

## Kategorie soutěže

### Miss Léta
V základní soutěži volila porota ze všech soutěžících tři vítězky. Porota byla složena z celebrit, módních expertů, sponzorů a jiných osobností.
| Ročník | rok  | 1. místo              | 2. místo            | 3. místo          | lokace finále                           |
| ------ | ---- | --------------------- | ------------------- | ----------------- | --------------------------------------- |
| 1.     | 2013 | Andrea Březovičová    | Monika Třísková     | Kateřina Šedivá   | PVA Expo Letňany, Praha                 |
| 2.     | 2014 | Aneta Falcová         | Monika Čtvrtečková  | Dominika Fousová  | PVA Expo Letňany, Praha                 |
| 3.     | 2015 | Tereza Hudáková       | Markéta Konopásková | Lucie Janošová    | PVA Expo Letňany, Praha                 |
| 4.     | 2016 | Tereza Bohuslavová    | Petra Neuvirthová   | Aneta Kalátová    | Fashion Restaurant & Club Prague, Praha |
| 5.     | 2017 | Angelika Kostyshynová | Iveta Maurerová     | Kristýna Malířová | Dostihy Velká Chuchle, Praha            |
| 6.     | 2018 | Dominika Vinšová      | Kateřina Lišková    | Nina Sattlerová   | Duplex, The Rooftop Venue, Praha        |

### Miss Sympatie
Miss Sympatie volila veřejnost. Každý z hostů finálového večera obdržel spolu se vstupenkou také jeden hlasovací lístek.
| Ročník | rok  | vítězka          |
| ------ | ---- | ---------------- |
| 1.     | 2016 | Andrea Havlíková |
| 2.     | 2017 | Petra Ejemová    |
| 3.     | 2018 | Ivana Khymchuk   |

### Miss Social Media
Miss Social Media byla volena organizátory a partnery soutěže na základě aktivity dívek na sociálních sítích.
| Ročník | rok  | vítězka                           |
| ------ | ---- | --------------------------------- |
| 1.     | 2017 | Carly Kirstenová "Carrie Kirsten" |
| 2.     | 2018 | Daniela Bauer                     |